# 戈米什艾里什
戈米什艾里什是葡萄牙贝雅区的一个堂区。总面积66.18平方公里，总人口483人，人口密度7.3人/平方公里。